# David Kadouch

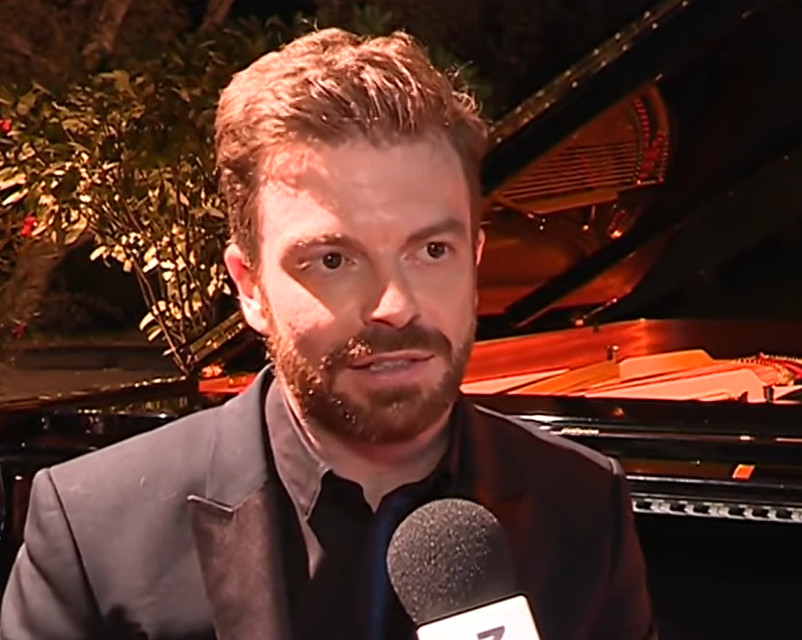
David Kadouch, 2008

David Kadouch (* 7. Dezember 1985 in Nizza) ist ein französischer Pianist und Kammermusiker.

## Leben
David Kadouch begann seine Klavierausbildung am Konservatorium seiner Geburtsstadt und setzte sie mit 14 Jahren bei Jacques Rouvier am Pariser Konservatorium fort. Anschließend wechselte er an die „Escuela Superior de Música Reina Sofía“ in Madrid in die Klasse von Dmitri Baschkirow. Daneben besuchte er Meisterkurse u. a. bei Daniel Barenboim, Murray Perahia, Maria João Pires, Maurizio Pollini, Stephen Kovacevich und Elisso Wirsaladse.
Mit 13 Jahren gewann David Kadouch die Young Talents Competition in Mailand und wurde daraufhin von Itzhak Perlman zu einem gemeinsamen Konzert nach New York eingeladen. 2005 belegte er den dritten Platz beim International Telekom Beethoven Competition Bonn, ebenso beim Kissinger Klavierolymp 2007. Beim Internationalen Klavierwettbewerb in Leeds 2009 wurde er Vierter. Kadouch war 2010 „Nachwuchskünstler des Jahres“ bei den Victoires de la musique classique und wurde 2011 bei den International Classical Music Awards (ICMA) als „Young Artist of the Year“ ausgezeichnet.
Sein Repertoire umfasst neben den gängigen klassischen und romantischen Klavierwerken von Bach über Beethoven und Mendelssohn bis Saint-Saëns auch seltener aufgeführte Musik, z. B. Arvo Pärt „Lamentate“, Guillaume Connesson „The Shining One“ und Sergei Tanejew „Prelude und Fuge op. 29“.
David Kadouch spielt bei internationalen Musikfestivals wie dem Klavierfestival Ruhr, Sommets Musicaux de Gstaad, Verbier Festival, Festival International de Colmar, Festival de La Roque-d’anthéron und bei den Folles Journées de Nantes. Er arbeitet u. a. mit den Dirigenten Gábor Takács-Nagy, Jean-Claude Casadesus, Charles Dutoit und Chung Myung-whun zusammen. Zu seinen Kammermusikpartnern gehören beispielsweise Quatuor Ébène, Quatuor Modigliani, Edgar Moreau, Renaud Capuçon und Gautier Capuçon.

## Diskografie
- En Plein Air. Bach: Capriccio B-Dur BWV 992; Schumann: Waldszenen op. 82; Janáček: Im Nebel; Bartók: Im Freien (2016; Mirare)
- Mussorgski: Bilder einer Ausstellung; Medtner: Sonata reminiscenza a-Moll op.38/1; Tanejew: Präludium und Fuge gis-Moll op. 29 (2012; Mirare)
- Grieg: Die Violinsonaten, mit Alexandra Soumm (2010; Claves)
- Schumann: Klaviersonate Nr. 3 f-Moll op. 14 (Konzert ohne Orchester), Quintett Es-Dur op. 44, mit Quatuor Ardeo (2011; Transart Live)
- Schostakowitsch: 24 Präludien für Klavier solo op. 34,  Klavierquintett g-Moll op. 57, mit Quatuor Ardeo (2010; Transart Live)
- Edition Klavier-Festival Ruhr - Beethoven, Liszt, Prokofjew (2008; Initiativkreis Ruhrgebiet), Live-Aufnahmen
- Beethoven: Klavierkonzert Nr. 5 (2007; Naxos), Live-Aufnahme
- DVD Barenboim on Beethoven Masterclasses (2007; EMI Classics)
- DVD Stephen Kovacevich at the Verbier Festival Academy (2011; The Masterclass Media Foundation)